# Cesius
Cesius là một chi rêu trong họ Gymnomitriaceae.